# Association sportive de Monaco 2023-2024 (pallacanestro)
Questa voce raccoglie le informazioni riguardanti l'Association sportive de Monaco nelle competizioni ufficiali della stagione 2023-2024.

## Stagione
La stagione 2023-2024 dell'Association sportive de Monaco è la 32ª nel massimo campionato francese di pallacanestro, la Pro A.
Il 24 febbraio Donta Hall ottiene il passaporto azero.

## Roster
Aggiornato al 16 agosto 2023.
| Monaco 2023-24 | Monaco 2023-24 |
| Giocatori      | Staff tecnico  |
| -------------- | -------------- |

| N. | Naz.                                            | Ruolo | Nome                | Anno | Alt.   | Peso   |  |
| -- | ----------------------------------------------- | ----- | ------------------- | ---- | ------ | ------ |  |
| 0  | Francia (bandiera)                              | P     | Élie Okobo          | 1997 | 191 cm | 86 kg  |  |
| 00 | Stati Uniti (bandiera)                          | AG    | John Brown          | 1992 | 203 cm | 98 kg  |  |
| 3  | Stati Uniti (bandiera)                          | G     | Jordan Loyd         | 1993 | 193 cm | 95 kg  |  |
| 4  | Stati Uniti (bandiera)                          | AP    | Jaron Blossomgame   | 1993 | 200 cm | 100 kg |  |
| 5  | Francia (bandiera)                              | AG    | Yoan Makoundou      | 2000 | 207 cm | 102 kg |  |
| 6  | Iran (bandiera)                                 | G     | Mohammad Amini      | 2005 | 199 cm |        |  |
| 11 | Stati Uniti (bandiera) · Guinea (bandiera)      | AP    | Alpha Diallo        | 1997 | 201 cm | 95 kg  |  |
| 12 | Francia (bandiera)                              | AC    | Petr Cornelie       | 1995 | 211 cm | 108 kg |  |
| 14 | Francia (bandiera)                              | C     | Mouhammadou Jaiteh  | 1994 | 211 cm | 113 kg |  |
| 15 | Stati Uniti (bandiera)                          | P     | Kemba Walker        | 1990 | 183 cm | 83 kg  |  |
| 16 | Francia (bandiera)                              | AG    | Théo Pichard        | 2005 | 197 cm |        |  |
| 20 | Lituania (bandiera)                             | C     | Donatas Motiejūnas  | 1990 | 213 cm | 101 kg |  |
| 22 | Francia (bandiera)                              | AP    | Terry Tarpey        | 1994 | 195 cm | 95 kg  |  |
| 24 | Burkina Faso (bandiera) · Francia (bandiera)    | G     | Yakuba Ouattara (C) | 1992 | 191 cm | 84 kg  |  |
| 28 | Francia (bandiera)                              | GA    | Nicolas Vanel       | 2003 | 189 cm |        |  |
| 29 | Francia (bandiera)                              | AG    | Loic Noudogbessi    | 2004 | 195 cm |        |  |
| 32 | Francia (bandiera)                              | P     | Matthew Strazel     | 2002 | 182 cm | 80 kg  |  |
| 45 | Stati Uniti (bandiera) · Azerbaigian (bandiera) | C     | Donta Hall          | 1997 | 207 cm | 104 kg |  |
| 55 | Stati Uniti (bandiera)                          | P     | Mike James          | 1990 | 185 cm | 89 kg  |  |
| 91 | Francia (bandiera)                              | AP    | David Nyamaloki     | 2003 | 193 cm |        |  |
| -  | Francia (bandiera)                              | G     | Auguste Cagnet      | 2004 | 191 cm |        |  |

| Allenatore |
| - Saša Obradović                                                                                                |
| Assistente/i |
| - Serhij Hladyr - Manuchar Mark'oishvili - Mirko Ocokoljić Legenda - (C) Capitano - (IN) Inattivo - Infortunato |

## Mercato

### Sessione estiva
| Acquisti | Acquisti           | Acquisti       | Acquisti   | Acquisti |
| R.       | Nome               | da             | Modalità   |          |
| -------- | ------------------ | -------------- | ---------- | -------- |
| P        | Kemba Walker       | Free agent     | svincolato |          |
| AP       | Terry Tarpey       | Le Mans        | svincolato |          |
| AC       | Petr Cornelie      | Real Madrid    | svincolato |          |
| C        | Mouhammadou Jaiteh | Virtus Bologna | svincolato |          |

| Cessioni | Cessioni     | Cessioni       | Cessioni       | Cessioni |
| R.       | Nome         | a              | Modalità       |          |
| -------- | ------------ | -------------- | -------------- | -------- |
| AG       | Chima Moneke | Saski Baskonia | fine contratto |          |

### Dopo l'inizio della stagione
| Acquisti | Acquisti | Acquisti | Acquisti | Acquisti |
| R.       | Nome     | da       | Data     | Modalità |
| -------- | -------- | -------- | -------- | -------- |

| Cessioni | Cessioni       | Cessioni  | Cessioni          | Cessioni |
| R.       | Nome           | a         | Data              | Modalità |
| -------- | -------------- | --------- | ----------------- | -------- |
| AG       | Yoan Makoundou | Budućnost | 29 settembre 2023 | prestito |